# 奥拉维·帕沃莱宁
奥拉维·帕沃莱宁（芬蘭語：Olavi Paavolainen，1903年9月17日—1964年7月19日）是芬兰作家、诗人、散文家和记者。
帕沃莱宁是文学组织火炬社的中坚人物，也是芬兰在两次世界大战之间时的文学观点影响人物之一。他代表着自由主义和倾向欧洲的文学观点，并不拘一格地运用新的想法。